# Gelasinospora reticulata
Gelasinospora reticulata är en svampart som först beskrevs av C. Booth & Ebben, och fick sitt nu gällande namn av Cailleux 1972. Gelasinospora reticulata ingår i släktet Gelasinospora och familjen Sordariaceae.   Inga underarter finns listade i Catalogue of Life.